# Царица Савская перед Соломоном
«Царица Савская перед Соломоном» — картина голландского художника Николауса Кнюпфера из собрания Государственного Эрмитажа. Не представлена в постоянной экспозиции.
Картина иллюстрирует популярный ветхозаветный эпизод, описанный в двух книгах — Третьей книге Царств (10:1—13) и Второй книге Паралипоменон (9:1—12): встречу Соломона и царицы Савской.
На высоком подиуме Соломон, сидящий на троне, задумался над загадкой царицы Савской, которая стоит перед ним и ждёт ответа. Царь Соломон одет в синее одеяние, вытканное латинским инициалом царя золотой буквой S и в целом напоминающее парадное одеяние французских королей. Слева за троном трое придворных также обсуждают загадку царицы. Внизу, на переднем плане, стоят два воина-охранника; лицо воина, обращённое прямо к зрителю, имеет значительное сходство с несохранившимся автопортретом самого художника, написанном около 1649 года и известном по гравюре Питера де Йоде Младшего. В глубине сцены видны другие персонажи — как из свиты Соломона, так и сопровождающие царицу Савскую. Слева внизу на подиуме подпись художника: NKnupfer (NK — лигатурой).
В Эрмитаже считается, что картина написана в начале 1640-х годов, по мнению составителя каталога-резоне творчества Кнюпфера искусствоведа Дж. Сакстон, картину следует датировать после 1644 года. Г. Ф. Вааген по неизвестной причине сюжет картины трактовал как «Эсфирь перед Артаксерксом».
Ранняя история картины неизвестна, в XVIII веке она находилась в коллекции князя Г. А. Потёмкина-Таврического и хранилась в Таврическом дворце, в 1792 году после его смерти дворец со всей его обстановкой и собраниями был выкуплен в казну, и картина поступила в Эрмитаж.